# Ascorhynchus colei
Ascorhynchus colei là một loài nhện biển trong họ Ascorhynchidae. Loài này thuộc chi Ascorhynchus. Ascorhynchus colei được miêu tả khoa học năm 1943 bởi Hedgpeth.